# 사비나 쿠무샬리예바
사비나 쿠무샬리예바(키르기스어: Сабира Күмүшалиева, 1917년 3월 19일 ~ 2007년 9월 15일)는 키르기스스탄의 배우이다.